# 護国団

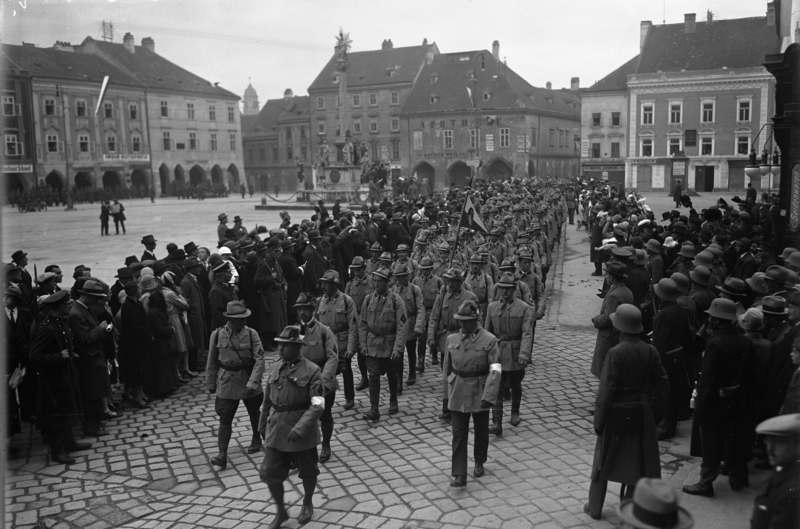
行進する護国団員。

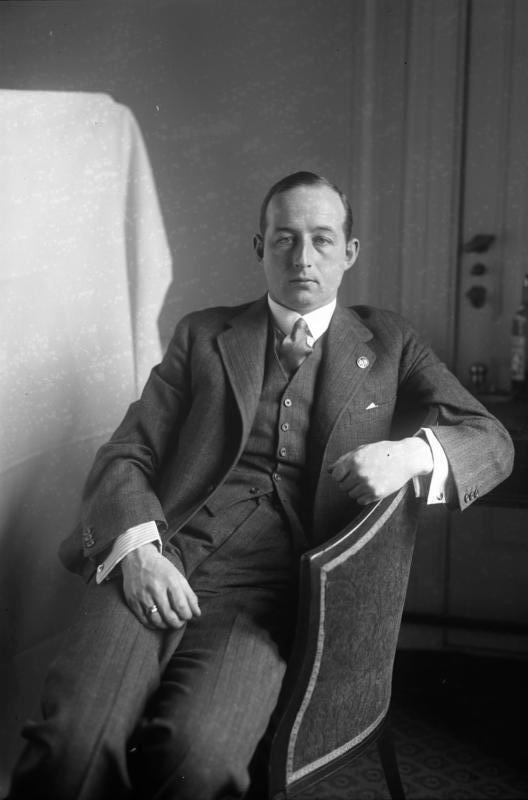
護国団の指導者エルンスト・シュターレンベルク

護国団（ごこくだん、ドイツ語: Heimwehr）は、1920年代から30年代にかけて、オーストリアで盛んに活動していた右翼系の準軍事組織である。「郷土防衛軍」とも訳す。
当初は第一次世界大戦後の外国軍の報復に対抗するための義勇軍的組織であったが、次第にオーストリア社会民主党などの社会主義勢力などに対しても武力行使も含めた攻撃を加えるようになっていった。1930年代には少数ながら議会にも進出して共和国政府内の連立政権にも参加したが、オーストリア・ナチスとの勢力争いに敗れて没落し、1936年に与党として参加していたクルト・シュシュニック内閣の政権強化策の一環として事実上解体された。
護国団の最大の弱点は政治理念の欠如であった。護国団は地方の農民層とカトリック層を中心として組織されていて、その共通認識において「反社会主義」「反ウィーン（都市）」「反新興階級（労働者・都市中間層）」という点では一致していたものの、大半のメンバーにとっての関心事はあくまでも自分の住んでいる地域の秩序維持の問題に限定されており、既成の政府を倒して新政府を樹立しようという発想はごく一部であった。「団員数40万」「実働3万」という評価は決して矛盾しているものではなく、「保守・カトリック」の理念に基づいた現状維持を望む団員が多いことの反映であった。
世界恐慌の中においてもそういった姿勢を変えなかったこうした護国団の「大人たち」の姿に失望した変革を望む若い世代は、より強力なスローガンを前面に掲げて活動をしていたナチスの方に魅力を感じ、後に護国団からの離反者とナチスへの転向が目立つようになっていった。